# 가와치 겐지
가와치 겐지(일본어: 河内源氏)는 가와치국에 근거지를 두었던 세이와 겐지의 한 유파. 일반적으로 무사로서의 「겐지」는 이들 계통을 가리킨다. 또한 「헤이케」라고도 불린 이세 헤이시와 나란히 쓰이는 경우 겐케(源家)라고 불리기도 했다.

## 역사

### 가와치 겐지의 시조
세이와 겐지로서 최초로 셋쓰국(攝津國) 가와나베 군(川邊郡)의 다다(多田, 지금의 일본 효고현 가와니시시 다다)에 무사단(武士團)을 형성했던 미나모토노 미쓰나카(源滿仲)의 셋째 아들인 미나모토노 요리노부(源賴信)를 선조로 한다. 요리노부의 맏형은 셋쓰 겐지(攝津源氏)의 시조 미나모토노 요리미쓰(源賴光)이고, 둘째 형은 야마토 겐지(大和源氏)의 시조가 된 미나모토노 요리치카(源賴親)였다.
요리노부는 당시의 가와치국 후루이치 군의 쓰바이(壷井, 지금의 오사카부 하비키노시 쓰바이)을 본거지로 삼고, 고로호(香炉峰)에 저택을 지어 살았다. 이때부터 요리노부의 자손들은 「가와치 겐지」라 불리게 되었다. 현재 하비키노 시에는 요리노부의 손자로서 하치만타로(八幡太郞)라 불리며 가장 두각을 드러냈던 미나모토노 요시이에(源義家)를 비롯한 가와치 겐지 일족의 묘소나 그들이 씨신(氏神)으로 섬겼던 쓰바이 하치만구(壷井八幡宮), 쓰바이 곤겐(壷井権現) 등에 대한 신앙이 아직 남아있다. 제신(祭神)은 요리노부와 그의 아들 요리요시(頼義), 요리요시의 세 아들인 요시이에, 요시쓰나(義綱), 요시미쓰(義光)이다.

### 무가의 동량
미나모토노 요리노부와 요리요시, 요시이에의 3대에 걸치는 동안 가와치 겐지는 무문(武門)으로서의 명성을 떨치며, 이른바 「무가동량(武家棟梁)」이라고까지 불릴 정도의 지위를 쌓아올렸지만, 4대 당주였던 미나모토노 요시타다(源義忠)가 숙부 요시미쓰의 모략으로 암살되면서 모든 지위를 잃었다.
흔히 가와치 겐지의 도료(棟梁) 즉 당주에 대해서는 당시 그러한 '도료'의 개념이 존재했는지 어떠했는지는 알 수 없으며, 후세에 창작된 것이라고 하는 주장도 최근 제기되고 있다. 또한 가와치 겐지의 도료의 계보란 흔히
미나모토노 요시이에(源義家)－미나모토노 요시타다(源義忠)－미나모토노 다메요시(源為義)－미나모토노 요시토모(源義朝)－미나모토노 요리토모(源頼朝)
로 이어지는 것으로 알려져 왔다. 그리고 요시타다 암살 뒤 다메요시가 가와치 겐지의 도료가 되고, 헤이시(平氏)에 의한 겐지 세력 삭감 정책에 따라 불우한 지경에 놓이게 되었다는 것이 통설이었다. 하지만 그 주장은 오늘날 부정되고 있는데, 우선 지방관으로 임명되지 못한 채 한직에 머물렀던 것은 다메요시 한 사람 뿐이었고 그 주된 이유도 다메요시 자신의 언행에 숱한 문제가 있었기 때문이며, 관위나 관직이 다메요시보다도 높은 겐지도 다섯 명이나 되었고 다메요시의 아들 요시토모도 능력을 인정받아 아버지의 관위를 훨씬 넘었던 점을 근거로 들어 겐지가 헤이시에 비해 의도적으로 탄압을 받았다고 할 수는 없다는 것이다.
도료의 지위라는 것도 다메요시가 요시이에의 유언으로 가와치의 옛 겐지 저택을 양도받았다는 것을 증명하는 1급 사료가 존재하지 않을 뿐더러, 요리노부 이래 대대로 가와치노카미(河内源氏)를 맡아오던 것이 다메요시의 대에서는 덜컥 끊어지게 된 점은 다메요시가 정말 가와치 겐지의 도료였는가 하는 점을 의심하게 하는 근거로 꼽히고 있다. 헤이지의 난(平治の乱) 이후로는 가와치노카미라는 관직이나 가와치 국 내부의 장원(莊園)에 대한 기술이 보이지 않는 점을 들어 가마쿠라 막부(鎌倉幕府)가 의도적으로 대규모의 '사료 말살'을 행했다는 설도 있다.
나아가 앞서 설명한 요시타다의 아들인 요시타카(義高)가 이세 헤이시(伊勢平氏)의 피를 이어받은 점이나 요시타카 자신의 관위가 높았던 점을 감안하면 그가 어느 시점에서 가와치노카미로 실제 임관되었을 가능성이 있다는 점, 후에 이시카와 겐지(石川源氏)가 가와치에서 난을 일으켰을 때 요시타다의 후손인 미나모토노 스에사다(源季貞)가 토벌을 맡았던 점을 볼 때 실제 가와치 겐지의 '도료'의 계보는
미나모토노 요시이에－미나모토노 요시타다－미나모토노 요시타카－증(贈) 미나모토노 다메요시－증 미나모토노 요시토모－미나모토노 요리토모
라고 보아야 옳지 않느냐는 주장도 있다.

### 시대 구분
가와치 겐지의 성쇠는 시대상으로 크게 여섯 가지로 구분할 수 있다.
- 창생기 - 미나모토노 요리노부의 가와치노카미 임관부터 미나모토노 요리요시의 전9년의 역 평정까지.
- 사양기 - 미나모토노 요시이에의 후3년의 역 후원부터 요시타다의 형 미나모토노 요시치카(源義親)의 난까지.
- 몰락기 - 미나모토노 요시타다 암살부터 미나모토노 요시토모가 일으킨 헤이지의 난 패배까지.
- 회생기 - 미나모토노 요리토모 대의 가마쿠라 막부 성립에서 요리토모 사망까지.
- 붕괴기 - 미나모토노 요리이에의 2대 쇼군 취임부터 3대 쇼군 미나모토노 사네토모 암살 사건까지.

다만, 엄밀한 의미에서 가와치 국을 본거지로 한 가와치 겐지는 미나모토노 요리노부에서 시작해 미나모토노 요시타다의 대에서 끝났다고 보기도 한다. 미나모토노 다메요시에서 끝난다고 보기도 하는데, 그 이유로는 미나모토노 다메요시나 그 아들 요시토모가 교토에 있으면서 가와치 국의 영지에 머무른 형적이 전혀 없다는 점 때문이다. 게다가 미나모토노 요시토모의 대에는 도고쿠로 낙향해서 가마쿠라 · 가즈사국 · 시모우사 국 등을 본거지로서 활동하고 있던 시기가 길고, 교토에 머무르면서도 가와치 국 영지와의 관계가 희박했던 점을 들어 미나모토노 다메요시의 시기를 「재경(在京) 겐지」, 미나모토노 요시토모의 시기를 「반도 겐지」 등으로 부르기도 한다. 이미 가와치 국의 영내를 본거지로 하고 있지 않은 상태임에도 불구하고 「가와치 겐지」라고 부르는 것에 대한 의문도 제기되며, 미나모토노 요리토모처럼 사료상 명백하게 가와치에 본거지를 둔 적이 없는 인물까지 '가와치 겐지'로 묶어 설명하는 것에 위화감이 있다는 것은 분명하다.
반면, 가와치 국의 겐지 본령을 이어받아 현지에 계속 본거지를 두었던 요시이에의 여섯째(혹은 다섯째) 아들 요시토키(義時)의 자손인 이시카와 겐지를 그 뒤의 가와치 겐지로 보는 견해도 있는데, 여기에는 이시카와 겐지가 하치만타로 요시이에 이래의 가와치 겐지의 주류였다는 견해도 있다(이것은 가와치 국을 본거지로 해야만 가와치 겐지라고 할 수 있다는 「재지적」 시점에서). 그러나 가와치 겐지의 「도료의 계보」를 생각한다면 이시카와 겐지는 가와치 겐지의 본령인 이시카와 장원을 상속받았다고는 해도 도료가 아닌 요시토키의 후예에 지나지 않는 데다 규모도 지방 무사단의 규모를 넘지 않고, 선조 전래의 본거지의 영지를 지켜 상속받은 이시카와 겐지나 그 후계인 이시카와 씨가 가와치 겐지의 유파를 이어받은 지방 겐지의 하나라고는 해도 가와치 겐지 그 자체의 이름을 대표하기에 적합한가에 대한 반론이 있다.
또한 가와치 겐지라고 하는 호칭을 '본거지'가 아닌 '계통'이라는 시점에서 본다면 가와치를 본거지로 삼지 않더라도 가와치 겐지의 자손이라면 계통의 명칭으로서 가와치 겐지라고 불러도 문제가 없다는 관점( 「계보적」 시점에서)도 있다. 그러나 그렇다면 사네토모가 죽은 뒤에도 아시카가 씨가 존속했고 그것이 무로마치 막부로 이어지므로 「계보적 시점」으로 본다면 본항에서 기술한 대로 사네토모의 죽음으로 가와치 겐지가 「붕괴」되었다고 보는 것은 모순이 있다고 할 수 있다.

### 발흥과 사양
가와치 겐지 초대 도료였던 미나모토노 요리노부는 반도(坂東)에서 일어난 다이라노 다다쓰네(平忠常)의 난을 진압하고 반도에 자신의 세력을 처음 심었으며, 아들인 요리요시와 손자 요시이에(하치만타로)의 대에 전9년 · 후3년의 역을 통해 반도 지역의 무사들을 산하로 끌어들이고, 하치만타로 요시이에의 대에 무가의 도료가 되었다. 이들을 가와치 겐지 3대라고 부른다(가와치 겐지가 셋쓰 겐지처럼 교토를 활동 무대로 삼지 않고 반도로 낙향한 것은 요리노부가 자신의 형인 요리미쓰의 셋쓰 겐지와 활동 기반이 서로 충돌하지 않도록 하기 위해서였다고 한다).
그러나 요시이에 만년에 둘째 아들 요시치카(義親)가 쓰시마(對馬)에서 반란을 일으키고, 요시이에 사후 가독을 이어받아 영명을 자랑했던 넷째 아들 요시타다도 숙부 요시미쓰의 책모로 암살되는 사건이 일어나면서 가와치 겐지의 무문으로서의 명성은 손상되었다. 처음 사건의 주범으로 몰린 요시이에의 동생 요시쓰나가 시라카와인(白河院)의 명을 받은 요시타다의 양자 다메요시(요시치카의 다섯째 아들)에게 토벌당해 죽고, 진범이 요시쓰나가 아닌 요시미쓰로 밝혀지는 등 겐지 내부의 내분과 쇠퇴는 더욱 명백해져 겐지의 권위는 한동안 실추되어 있었다.

### 호겐·헤이지의 난
요시이에의 죽음부터 요시타다의 암살에 이르는 사건을 거치면서 분열된 가와치 겐지는 다메요시와 그 아들 요시토모의 대에 일어난 호겐의 난에서 일족이 각기 적과 아군으로 분열되어 서로 칼을 맞대고 싸웠다. 상황측에 가담했던 다메요시는 반란 뒤에 처형, 다메요시의 아들 진제이하치로 다메토모(鎮西八郎為朝)는 유배되고, 천황측에 가담했던 미나모토노 요시토모를 제외한 나머지 겐지 세력은 감소했다. 가와치 겐지의 본거지인 가와치 국이 아니라 반도를 지역 기반으로 삼고 있던 요시토모는 세력 회복을 꾀하여 헤이지의 난을 일으키고, 장남 가마쿠라겐타 요시히라(鎌倉源太義平) 등이 분전하여 활약했지만, 반도에 있던 노토들을 미처 동원할 시간도 없이 소수의 병력만 이끌고 있었던 요시토모는 다이라노 기요모리(平淸盛)가 이끌던 이세 헤이시에 패하고 말았다. 요시토모는 동쪽으로 달아나던 도중에 치다(知多)에서 노토 오사다 다다무네(長田忠致)에게 살해당하고, 요시히라는 변장한 채로 다이라노 기요모리의 일족(헤이케)이 장악한 교토에 잠입해, 교토에 숨어있던 요시토모의 옛 노토들과 함께 기요모리 암살을 기획하지만 실패하고 잡혀 죽었다.요시히라의 남동생 요리토모가 이즈로 유배되면서 가와치 겐지는 뿔뿔이 흩어지고 말았다.

### 셋쓰 겐지의미나모토노 요리마사와 가와치 겐지의미나모토노 요리토모
덧붙여 헤이지의 난에서 셋쓰 겐지의 미나모토노 요리마사는 미나모토노 요시토모에 대한 독자 행동을 취해 요시토모의 아들 요시히라와 싸웠고 이것이 결과적으로 헤이케의 승리에 공헌했다고 여겨진다.
그 뒤 가마쿠라 막부의 초대 쇼군(將軍)으로서 무가 도료가 된 미나모토노 요리토모가 가와치 겐지였던 데에서 가와치 겐지에서 명실공히 '무가의 도료'가 나오게 되었다. 요리마사나 셋쓰 겐지 일족의 요인들은 모치히토 왕의 거병에 가담했다가 우지 싸움에서 전사하고, 당시 이즈에 있어서 살아남은 미나모토노 아리쓰나(源有綱)나 미나모토노 히로쓰나(源広綱) 등으로 미나모토노 요리미쓰 이래의 셋쓰 겐지는 명맥을 이을 수 있었지만, 막부를 개창한 요리토모와 비교할 때 이미 일개 고케닌(御家人)에 지나지 않았다.

## 가와치 겐지의 후예
후세에 무가로서 겐지의 자손이라고 칭하는 경우 그 「겐지」란 대부분 가와치 겐지를 가리킨다. 미나모토노 요시토모의 적자 요리토모가 후에 거병하여 헤이케(이세 다이라 씨의 다이라노 기요모리 일족)를 타도하고 미나모토 씨에 의한 가마쿠라 막부를 열었다. 다만 요리토모 이후 겐지 쇼군은 3대에서 단절되고, 그 자손(모계도 포함)마저 요리토모 사후 불과 35년 만에 단절되고 말았다.

### 미나모토노 요리요시의 계통
- 미나모토노 요리요시
  - 차남: 미나모토노 요시쓰나(源義綱)의 다섯째 아들 미나모토노 요시나카(源義仲)의 손자 미나모토노 모리토시(源盛俊)는 이시바시 씨(石橋氏)・핫토리 씨(服部氏)의 선조가 된다. 또한 일곱째 아들 미나모토노 요시나오(源義直)는 가와치 이시바시 씨(河內石橋氏)의 선조가 되었다.
  - 삼남: 미나모토노 요시미쓰(源義光)는 히타치 겐지(常陸源氏)・가이 겐지(甲斐源氏)의 시조로서 사타케 씨(佐竹氏)・다케다 씨(武田氏) 등의 무가로 이어졌다.

### 미나모토노 요시이에의 계통
- 미나모토노 요시이에
  - 차남: 미나모토노 요시치카의 다섯째 아들 미나모토노 다메요시
  - 삼남: 미나모토노 요시쿠니(源義國)
    - 장남: 미나모토노 요시시게(源義重)는 닛타 씨(新田氏)의 선조가 된다.
      - 닛타 씨에서 다시 야마나 씨(山名氏)・세라다 씨(世良田氏)・사토미 씨(里見氏)・누카타 씨(額田氏)・와키야 씨(脇屋氏)・오다테 씨(大館氏)・호리구치 씨(堀口氏)・유라 씨(由良氏)・이와마쓰 씨(岩松氏, 부계로만 따지면 요시야스류は義康流) 등의 무가를 배출했다. 훗날 에도 막부를 연 도쿠가와 씨(德川氏)는 닛타 씨의 후예를 자처하고 세이이타이쇼군(征夷大将軍)이 되었다.

    - 차남: 미나모토노 요시야스(源義康)는 아시카가 씨(足利氏, 아시카가 막부)의 선조가 되었다.
      - 아시카가 씨에서 닛키 씨(仁木氏)・호소카와 씨(細川氏)・도자키 씨(戸崎氏)・하타케야마 씨(畠山氏)・사와 씨(斯波氏)・이시바시 씨(石橋氏)・시부카와 씨(攝川氏)・잇시키 씨(一色氏)・세키토 씨(石塔氏)・기라 씨(吉良氏)・이마가와 씨(今川氏) 등의 무가가 나왔다.

  - 4남: 미나모토노 요시타다(源義忠)
    - 장남: 미나모토노 쓰네쿠니(源經國)은 가와치 겐타(河內源太)를 칭했고, 그 장남 모리쓰네(盛經)는 이나자와 고겐타(稲澤小源太)를 칭하고 이나자와 씨의 선조가 되었다. 이나자와 씨한테서 다시 노나가세 씨(野長瀬氏)가 나왔다.
    - 3남: 미나모토노 다다무네(源忠宗)은 이토미 겐타(飯富源太)를 칭하고 이토미 씨의 선조가 되었다.

  - 5남: 미나모토노 요시토키(源義時)
    - 3남: 미나모토노 요시모토(源義基)는 가와치 국에서 이시카와 겐지(石川源氏)를 열었는데, 요시모토의 적남 요시카네(義兼)의 이시카와 씨를 비롯해 요시토키의 넷째 아들 요시히로(義廣)의 곤도 씨(紺戶氏) · 요시스케(義資)의 니조 씨(二條氏) · 노부모리(信盛)의 마소리키 씨(万力氏) · 아리요시(有義)의 구마타 씨(杭全氏) 등을 배출하였다.

  - 6남: 미나모토노 요시타카(源義隆)의 장남 요리타카(源賴隆)는 모리 씨(森氏)・겐성(源姓) 모리 씨(毛利氏)・와카쓰키 씨(若槻氏)등의 선조가 되었다.

#### 이시카와씨
미나모토노 요시이에의 뒤를 이은 가와치 겐지 4대 도료 요시타다가 교토로 출사하면서 가와치 겐지의 본거지였던 이시카와 장원은 요시이에의 여섯째 아들 요시토키(무쓰로쿠로陸奧六郞 요시토키)가 이어받아 지켰다. 요시타다가 죽고 요시토키는 가와치 겐지의 도료가 되고자 했지만 이루지 못한 채 이시카와에 뿌리를 내렸으며, 이후 그의 자손은 이시카와 겐지, 나아가 이시카와 씨로 불리게 되었다.

### 미나모토노 요시토모의 자식
- 장남 요시히라(義平) - 가마쿠라 아쿠겐타(鎌倉惡源太)
- 차남 도모나가(朝長)
- 3남 요리토모 - 가마쿠라 막부의 초대 세이이타이쇼군(征夷大將軍)
- 4남 요시카도(義門)
- 5남 마레요시(希義) - 도사 기라씨(土佐吉良氏)의 시조?
- 6남 노리요리(範頼) - 요시미씨(吉見氏)의 시조
- 7남 아노 젠조(阿野全成) - 아노씨(阿野氏)의 시조
- 8남 기엔(義円) - 아이치씨(愛智氏)의 시조
- 9남 요시쓰네(義經)

등이 있다(이상은 탄생순에 따른 것이다).

## 같이 보기
- 겐지
- 쓰루가오카 하치만구